# Andrzej Kubica
Andrzej Kubica (ur. 7 lipca 1972 w Będzinie) – polski piłkarz, napastnik.
Zaczynał w swoim miejscowym zespole Błękitni Sarnów, skąd przeniósł się do Sarmacji Będzin. W 1991 r. w CKS Czeladź. Później grał w takich klubach jak Zagłębie Sosnowiec, w którym zadebiutował w ekstraklasie. Następnie przeszedł do Rapidu Wiedeń, skąd kupiła go Austria Wiedeń. W 1995 r. wrócił do polskiej ekstraklasy do Legii Warszawa.
Później grał w Belgii, w klubach: KSV Waregem i Standard Liège. W 1997 r. kupił go francuski OGC Nice, z którym zdobył puchar Francji. Następnie powrócił do Liège. Od 1998 r. grał w klubach izraelskich: Maccabi Tel Awiw, w 1999 r. został królem strzelców ligi izraelskiej. Następnie wyjechał do Japonii do klubów Urawa Red Diamonds i Oita Trinita. W 2001 r. powrócił do Izraela. Najpierw grał w FC Aszdod, później w Beitarze Jerozolima, a następnie znów bronił barw Maccabi Tel Awiw. W 2004 r. przestał być zawodnikiem Maccabi, i przez pół roku nie grał zawodowo w piłkę.
Na wiosnę 2005 podpisał kontrakt z Górnikiem Łęczna, gdzie grał do 2007. Po nieudanej próbie gry w Ruchu Chorzów zakończył karierę zawodową.
Obecnie prowadzi własną firmę consultingową. Amatorsko w sezonie 2009/10 grał w A-klasowym zespole Błękitni Sarnów, klubie, w którym zaczynał swoją karierę piłkarską.